# Труфанов, Николай Иванович
Никола́й Ива́нович Труфа́нов  (15 мая 1900, Великое, Ярославская губерния — 12 февраля 1982 или 22 февраля 1982, Харьков) — советский военачальник, командующий армиями в Великой Отечественной войне. Генерал-полковник (08.08.1955).

## Биография
Родился 15 мая 1900 года в Ярославской губернии в бедной семье. С 1918 года работал на телеграфе в Ярославле. В мае 1919 года направлен учиться в Москву в Центральную школу советской и партийной работы при ВЦИК, где трижды слушал выступления В. И. Ленина (оставил об этом краткие воспоминания).
В октябре 1919 года вступил в Красную Армию, участник Гражданской войны. Воевал в 2-й сводной стрелковой бригаде 11-й армии под Астраханью, участвовал в боях в Дагестане и в Бакинской операции. Затем служил в 7-й кавалерийской дивизии Южного фронта, воевал против войск Русской армии генерала П. Н. Врангеля, в том числе участвовал в Перекопско-Чонгарской операции. В 1921 году воевал против многочисленных банд на юге Украины. С августа 1922 года учился на Крымских кавалерийских курсах в Симферополе вместе с А. А. Гречко, П. К. Кошевым и А. Т. Стученко. Осенью 1923 года курсы расформировали, а Труфанова с частью курсантов перевели в Объединённую военную школу имени ВЦИК, которую он окончил в 1925 году.
В 1939 году окончил Военную академию РККА имени М. В. Фрунзе. Участвовал в советско-финской войне в должности начальника штаба 4-й стрелковой дивизии.
В августе 1941 года в составе советских соединений совместно с англичанами военная часть под его командованием вводится в Иран. В июле 1942 года назначается командующим 51-й армией, вскоре снимается с должности, затем вновь назначается командармом в октябре и командует армией по февраль 1943 года.
С июня 1943 года — на фронте, заместитель командующего 69-й армией. С марта 1945 года — командир 25-го стрелкового корпуса на 2-м Украинском и 1-м Белорусском фронтах. В ходе войны принял участие в Сталинградской битве, битве за Кавказ, Ростовской наступательной операции 1943 года и ряде других сражений и операций. Победу встретил в Берлине.
По окончании войны до 19 октября 1945 года был военным комендантом города Лейпциг, затем нач. Отдела комендантской службы / 1-й зам. нач. Управления Советской военной администрации провинции Саксония (ныне Саксония-Анхальт), а с 10 декабря 1946 года — нач. УСВА провинции Мекленбург (ныне Мекленбург-Передняя Померания).
С июня 1950 года — начальник Управления боевой и физической подготовки войск Дальнего Востока (позднее Дальневосточного военного округа). С января 1954 года — командующий 15-й общевойсковой армией на острове Сахалин. С января 1956 года — первый зам. командующего Дальневосточным ВО. С июня 1957 года — главный военный советник, затем старший военный специалист министра обороны Китайской Народной Республики.
Был женат на Вере Гавриловне Труфановой (Зубовой), которая скончалась вскоре после родов в 1941 году, оставив на попечение супруга двух малых дочерей и взрослого сына. Все дети пережили войну, сын Николай прошёл всю войну, воевал вместе с отцом под Сталинградом. После войны всей семьей переехали жить в Германию, на новое место службы отца. Второй раз женился на враче, Валентине Федоровне, с которой познакомился после освобождения Харькова.
В 1959 году перенёс обширный инфаркт, и в 1960 году ушел в отставку. Жил в Харькове на родине второй супруги. Скончался 12 февраля 1982 года.

## Награды
- 2 ордена Ленина (21.02.1945, 29.05.1945)[5]
- Орден Октябрьской Революции (14.05.1980)[6]
- 3 ордена Красного Знамени (7.04.1940, 3.11.1944, 15.11.1950)
- 2 ордена Кутузова 1-й степени (28.01.1943, 6.04.1945)
- Орден Суворова 2-й степени (23.08.1944)
- Орден Отечественной войны 1-й степени (1.11.1943)
- Орден Красной Звезды (24.06.1948)
- 22 медали

## Сочинения
- Труфанов Н. И. Воспоминания о В. И. Ленине. // Военно-исторический журнал. — 1970. — № 4. — С.50-53
- Труфанов Н. И. 51-я армия в контрнаступлении под Сталинградом. // Военно-исторический журнал. — 1982. — № 10. — С.26-31

## Память
- В честь Н. И. Труфанова названы улицы в селе Великое, городе Гаврилов-Ям Ярославской области, Ярославле, Харькове и Лейпциге (нем. Trufanowstraße)[7].
- Почётный гражданин города Лейпцига.[8]